# 分隔主義
分隔主義（英文：Cloisonnism），是十九世紀末後印象派的繪畫風格之一，使用輪廓明顯、扁平的構圖方式，且以黑色線條描邊。該名詞被評論家愛德華‧度加當（Édouard Dujardin）使用來指稱於1888年3月在法國展出的獨立沙龍（Salon des Indépendants）中的畫作風格。著名藝術家有愛彌兒‧貝納爾德（Émile Bernard）、路易‧安格丹（Louis Anquetin）、高更（Paul Gauguin）、保羅·塞律西埃（Paul Sérusier）。在藝術史的發展上，分隔主義和綜合主義（Synthetism）有關連。